# Ленінка (Далматовський район)
Ле́нінка (рос. Ленинка) — присілок у складі Далматовського району Курганської області, Росія. Входить до складу Новопетропавловської сільської ради.
Населення — 30 осіб (2010, 111 у 2002).
Національний склад станом на 2002 рік: росіяни — 91 %.